# Hope Saddle

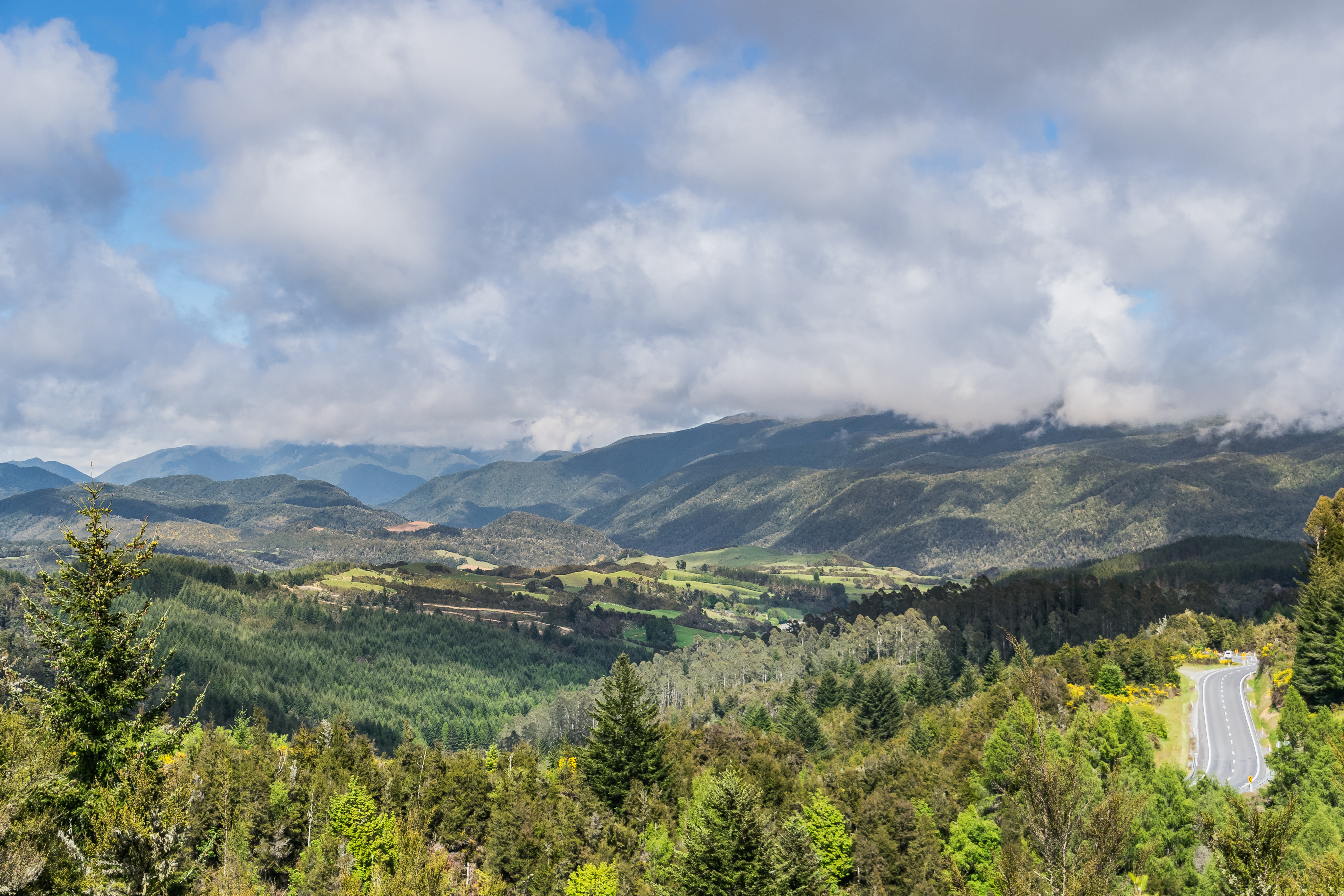
Aussicht vom Hope Saddle (2017)

Der Hope Saddle ist ein Pass im Norden der Südinsel Neuseelands.

## Geographie
Der Sattel liegt innerhalb einer Hügelkette. In westliche Richtung fließt der Little Hope River, in östliche Richtung der Big Gully West Branch ab. Über den Sattel verläuft der SH 6 zwischen Murchison und Nelson.